# MinGW
MinGW (acronimo di Minimalist GNU for Windows), in informatica, è un ambiente di compilazione per processori x86 a 32 bit con sistema operativo Microsoft Windows.
Esiste un fork, Mingw-w64, che, fra altri vantaggi, supporta i 64 bit.
MinGW è il porting in ambiente Windows del famoso compilatore GCC per Linux.
Insieme con MinGW vengono distribuiti degli header file specifici di Windows per poter compilare programmi nativi per questo sistema operativo senza dover utilizzare nessuna libreria DLL di terze parti.
Inoltre ci sono alcune utilities tipiche di Linux. Infatti questo progetto è nato proprio per rendere facile la programmazione a chi era abituato a sviluppare con GCC.
Nello specifico, la suite MinGW è composta da:
- un porting della GNU Compiler Collection (GCC), che include compilatori C, C++, ADA e Fortran;
- utility GNU per Windows (assembler, linker e gestore archivi);
- una shell Bourne per Windows chiamata MSYS, da usarsi come alternativa al classico CMD.exe;
- un tool di installazione per MinGW e MSYS richiamabile da linea di comando, corredato da un front-end GUI opzionale;
- un programma di setup del tool di installazione con interfaccia grafica (mingw-get-setup.exe).